# DIN 1451

DIN 1451

DIN 1451 je písmo navržené a vytvořené ústavem Deutsches Institut für Normung v roce 1936. Patří do rodiny písem sans-serif a používá se převážně v dopravě, administrativě a obchodních účelech. V České republice se užívá na dopravním značení.

## Dělení
Písmo se dělí na tři různé stylistické verze.
Základní verze je Mittelschrift (tj. střední písmo). Obsahuje písmena, číslice a znaky normální výšky i šířky a je používána nejčastěji.
Variantou je verze Engschrift (tj. úzké písmo), jejíž písmena, číslice a znaky jsou užší než u Mittelschrift a používá se tam, kde se nápis v Mittelschriftu nevejde a jeho zmenšení by způsobilo nečitelnost textu.
Další verzí je Breitschrift (tj. široké písmo), jejíž písmena jsou naopak širší a používají se především pro zdůraznění textu.

## Historie
Pro účely německých technických norem začal německý ústav pro normy Deutsches Institut für Normung (DIN) v roce 1931 tvorbu písma pojmenovaného DIN 1451.
Pro svou neutrálnost bylo písmo určeno pro mechanické rytiny, popisovací šablony a tisk. Dále bylo určeno pro dopravní značení, nápisy na technických výkresech a technickou dokumentaci.
Prapočátky DIN 1451, konkrétně varianty Engschrift vedou až do roku 1905, kdy pruské státní dráhy potřebovaly standardizovat písmo pro použití na všech svých kolejových vozidlech. Písmo bylo specifikováno v dokumentu zvaném Musterzeichnung, čili Vzorový výkres. O deset let později společnost přejmenovaná na Prusko-hesenská železnice navíc začala původní písmo používat i na nápisech a tabulích ve stanicích, na nástupištích a ve výpravních budovách. V důsledku sjednocení všech železničních dopravců v jednu společnost, a to Deutsche Reichsbahn (Německou říšskou dráhu) se v roce 1920 písmo stalo neoficiálním standardem.
O několik let později začal Výbor pro písma, který byl součástí DIN, práci na novém návrhu písma, který nejen zahrnoval původní DIN Engschrift, ale také nový DIN Mittelschrift. Oba později ještě doplnil DIN Breitschrift, ten se ale převážně neujal.
Písmo se později začalo používat v novém systému německých dálnic a ujalo se jako hlavní písmo německé dopravní infrastruktury, které dominuje doposud.
Během 2. světové války se písmo začalo používat i v Protektorátu Čechy a Morava, vzhledem ke sjednocení zdejšího značení s tím v Německé říši. V roce 1943 bylo písmo DIN 1451 doplněno o znaky azbuky, i když jejich umělé doplnění neodpovídalo původním proporcím písma. Pro svou univerzálnost a neutrálnost je písmo hojně využíváno v mnoha zemích světa a v různých účelech, v českých zemích se písmo používá na dopravním značení doposud.